# Penta (Fisciano)
Penta is een plaats (frazione) in de Italiaanse gemeente Fisciano, provincie Salerno, en telt ongeveer 2.500 inwoners.